# Fisera dictyodes
Fisera dictyodes là một loài bướm đêm trong họ Geometridae.